# 이성복
이성복(李晟馥, 1952년 ~ )은 대한민국의 시인이다.
1952년 경상북도 상주에서 태어나 서울대학교 불어불문학과를 졸업했다. 동 대학원에 진학하여 1982년 〈Baudelaire에서의 현실과 신비〉로 석사학위를, 1990년 〈네르발 시의 易學的 理解〉로 문학박사학위를 취득했다. 1977년 계간 《문학과 지성》 겨울호에 〈정든 유곽에서〉를 발표하며 작품 활동을 시작했다. 계명대학교 불어불문학과 교수(1982~1998)를 거쳐 현재 계명대학교 문예창작학과 교수(1998~2012)로 재직하였고 현재 명예교수로 있다.
1982년 제2회 「김수영문학상」, 1990년 제4회 「소월시문학상」, 2004년 제12회 「대산문학상」, 2007년 제53회 「현대문학상」, 2014년 제11회「이육사시문학상」을 수상했다.

## 저서

### 시집
- 《뒹구는 돌은 언제 잠 깨는가》 (문학과지성사, 1980)
- 《남해금산》 (문학과지성사, 1986) ISBN 8932002738
- 《그 여름의 끝》 (문학과지성사, 1990) ISBN 8932004420
- 《호랑가시나무의 기억》 (문학과지성사, 1993) ISBN 9788932006307
- 시선집 《정든 유곽에서》 (문학과지성사, 1996) ISBN 9788932008547
- 《아, 입이 없는 것들》 (문학과지성사, 2003) ISBN 8932014264
- 《달의 이마에는 물결무늬 자국》 (열림원, 2003; 개정판 문학과지성사, 2012)
- 《래여애반다라》 (문학과지성사, 2013)

### 산문집
- 《나는 왜 비에 젖은 석류 꽃잎에 대해 아무 말도 못 했는가》 (문학동네, 2001)
- 《네 고통은 나뭇잎 하나 푸르게 하지 못한다》(문학동네, 2001)
- 《오름 오르다》 (현대문학, 2004)
- 《타오르는 물》 (현대문학, 2011)

### 시론집
- 《극지의 시》 (문학과지성사, 2015)
- 《불화하는 말들》 (문학과지성사, 2015)
- 《무한화서》 (문학과지성사, 2015)

## 참고자료
- 김용락 (1999년 1월). “문학에 천재는 없다 - 따뜻하고 겸손하고 섬세한 시인”. 《현대시》. 2008년 1월 10일에 확인함.
- 김태완 (2005년 7월). “이성복의 <정든 유곽에서>”. 《월간조선》. 2008년 1월 11일에 확인함.